# FTE automotive
FTE automotive Gruppe er en tysk underleverandør af bremsesystemer til bilindustrien. De har 11 fabrikker og 3.800 ansatte.
Deres hovedkvarter er i Ebern i Unterfranken.